# Аладдин (мультсериал)
«Аладдин» (англ. Aladdin) — американский приключенческий мультсериал, созданный студией Уолта Диснея. Эпизоды выходили в эфир на каналах Disney Channel и CBS с 1994 по 1995 год. Сериал основан на мультфильме «Аладдин» и является продолжением мультфильма «Возвращение Джафара» — по сюжету, Аладдин обручён с принцессой Жасмин, но пока ещё не живёт во дворце Аграбы, а попугай Яго перешёл на сторону добра и стал товарищем Аладдина и Абу. Действие сериала сталкивает героев с различными злодеями — колдунами, монстрами, разбойниками и волшебными существами. Победить зло Аладдину помогает его верный друг Джинн.

## Сюжет
Мультсериал повествует о приключениях Аладдина и его друзей в Аграбе и за её пределами, о противостоянии героев силам Зла. В сюжете появляется множество новых постоянных персонажей и злодеев. В основном, события происходят в родном городе персонажей, аравийском городе Аграба (англ. Agrabah), расположенном посреди пустыни. Но иногда герои покидают её, и оказываются в других краях:
- Одифер (англ. Odiferous) — страна, в которой чувствуется сильное влияние германской Европы, прототипом этой страны послужила Бавария. Жители этой страны — средневековые варвары (похожи на германцев, в частности скандинавов, и кельтов), которые привыкли решать любые проблемы при помощи силы. Одиферцы — почитатели военной науки и военной стратегии. Главный деликатес — пахучий одиферский сыр. Управляет страной князь Анкутма, друг Аладдина и Жасмин.
- Страна Чёрных песков (англ. The Land Of The Black Sand) — государство, в котором нет людей, а живут зомби-мамелюки. Правит королевством чёрный маг Мозенрат. Наиболее известные части королевства — Мёртвый город и Цитадель (замок Мозенрата); Кинжальная скала, которую Мозенрат превратил в Кристалл Икс.
- Гетцистан (англ. Getzistan) — яркий город, славящийся своими игровыми заведениями. Правит Гетцистаном султан Пастах Аль Зубай. Герои оказываются в этом городе несколько раз, чтобы помочь султану. Особенно рад побывать в этом раю для любителей азартных игр попугай Яго.
- Морбия (англ. Morbia) — потусторонний мир, которым правит колдунья Мираж. Окружающая среда этого королевства напоминает открытый космос, заполненный астероидами. Каждый раз, когда зрители видят Морбию, в окружении звёзд изображается парящий Сфинкс, внутри которого и находится логово Мираж.
- Долина дождей (англ. Valley Of Thundra) — тропический лес, которым правит царица Тандра — зеленопёрая птица, управляющая мировой погодой.
- Череп и кинжал (англ. Skull & Dagger) — воровской притон в Аграбе. Большинство постоянных посетителей заведения являются членами «Гильдии воров».

Имя Джафара несколько раз упоминается в сериале, но сам персонаж появляется лишь в первых двух полнометражных фильмах и в кроссовере с мультсериалом «Геркулес» — «Геркулес и Арабская ночь».

## Актёры озвучивания
| Аладдин                                             | Скотт Уайнгер      |
| Принцесса Жасмин                                    | Линда Ларкин       |
| Джинни                                              | Дэн Кастелланета   |
| Яго                                                 | Гилберд Готтфрид   |
| Абу / Раджа / Ксерксис / Хаким                      | Фрэнк Уэлкер       |
| Султан                                              | Вэл Бэттин         |
| Расул / Принц Вазу / Песчаный монстр / Доминус Таск | Джим Каммингс      |
| Фазир                                               | Эд Гилберт         |
| Абис Мал                                            | Джейсон Александер |
| Мозенрат                                            | Джонатан Брэндис   |
| Мираж                                               | Биби Нойверт       |
| Иден                                                | Валери Паппас      |
| Садира                                              | Келли Мартин       |
| Амин Дамула                                         | Джефф Беннетт      |
| Арбатас / Генерал Гауда                             | Рон Перлман        |
| Хартум                                              | Джей Тони          |
| Минос / Король Забар                                | Кит Дэвид          |
| Хаос                                                | Мэтт Фрюэр         |
| Салина                                              | Джули Браун        |
| Малчо                                               | Гектор Элизондо    |
| Халиф Хапок / Амок Мон Ра                           | Тим Карри          |
| Тандра                                              | Кэнди Майло        |
| Королева Далука                                     | Тресс Макнилл      |
| Сутинай / Мерк                                      | Дориан Хэрвуд      |
| Нефир Хасенаф                                       | Рене Обержонуа     |
| Царица Гипсодет                                     | Кейт Малгрю        |
| Шаман                                               | Малкольм Макдауэлл |

## Титры сериала
В качестве главной музыкальной темы сериала используется песня, написанная для мультфильма 1992 года, «Арабская ночь» (англ. Arabian Nights). В первоначальной заставке содержатся фрагменты из мультфильма «Возвращение Джафара». К третьему сезону они были заменены на сцены из предыдущих эпизодов сериала.
На английском языке песню поёт Брайан Хэннан (англ. Brian Hannan).

## Релиз

### Трансляция в США
За время существования сериала на протяжении 3 сезонов (фактически это два сериала, транслировавшиеся одновременно на разных каналах, но созданные одной и той же командой аниматоров) было снято 86 эпизодов по 20 минут каждый. Кроме того, после выхода финальной части мультипликационной трилогии, 10 февраля 1999 года вышел эпизод «Арабские ночи» (англ. Arabian Nights) другого диснеевского мультсериала под названием «Геркулес», в котором происходит встреча Аладдина и древнегреческого героя Геркулеса в молодости. С учётом этого, сериал насчитывает 87 эпизодов. График показа:
| Сезон | Сезон   | Кол-во эпизодов | Выход в эфир США      | Выход в эфир США     | Cеть                                    |
| Сезон | Сезон   | Кол-во эпизодов | Премьера              | Окончание            | Cеть                                    |
| ----- | ------- | --------------- | --------------------- | -------------------- | --------------------------------------- |
|       | Сезон 1 | 9               | 6 февраля 1994 года   | 1 мая 1994 года      | Disney Channel                          |
|       | Сезон 2 | 69              | 5 сентября 1994 года  | 28 февраля 1995 года | Синдикация (The Disney Afternoon) и CBS |
|       | Сезон 3 | 8               | 16 сентября 1995 года | 25 ноября 1995 года  | CBS                                     |

### Премии
| Награды и номинации | Награды и номинации | Награды и номинации                                                     | Награды и номинации | Награды и номинации |
| Год                 | Премия              | Номинация                                                               | Номинанты | Результат           |
| ------------------- | ------------------- | ----------------------------------------------------------------------- | --- | ------------------- |
| 1995                | Kids' Choice Awards | Blimp Award For Favorite Cartoon                                        | н/д | Номинация           |
| 1995                | Golden Reel Award   | Best Music Editor Television Series                                     | Алекс Уилкинсон | Номинация           |
| 1995                | Daytime Emmy Award  | Outstanding Music Direction & Composition                               | Марк Уоттерс, Джон Гивен, Харви Коэн, Карл Джонсон и Томас Ричард Шарп | Победа              |
| 1995                | Daytime Emmy Award  | Outstanding Film Sound Mixing                                           | Тимтои Джей Гэррити, Мелисса Эллис, Дэб Эдер, Билл Копник, Джим Ходсон и Тимоти Боркес | Победа              |
| 1995                | Daytime Emmy Award  | Outstanding Film Sound Editing                                          | Джоон О. Робинсон III, Майкл Гейзлер, Марк С. Перлман, Уильям Григгис, Мелисса Эллис, Рей Леонард, Филлис Гинтер, Майкл Голлом, Тимоти Боркес, Том Джагер, Чарльз Ришвальски, Грег ЛаПлант, Кеннетт Янг, Дженнифер Мертенс, Роберт Дюран, Билл Копник, Джим Ходсон и Алес Уилкинсон | Победа              |
| 1995                | Daytime Emmy Award  | Outstanding Animated Children’s Program                                 | Тэд Стоунс и Алан Заслов | Номинация           |
| 1995                | Annie Awards        | Outstanding Animated Children’s Program                                 | Уорвик Гилберт | Номинация           |
| 1995                | Annie Awards        | Best Individual Achievement For Storyboarding In The Field Of Animation | Дэнис Койама | Номинация           |
| 1995                | Annie Awards        | Best Individual Achievement For Writing In The Field Of Animation       | Дуглас Ленгдейл | Номинация           |
| 1996                | Daytime Emmy Award  | Outstanding Sound Mixing: Special Class                                 | Майкл Джирон, Аллен Л. Стоун и Дэб Эдер | Победа              |
| 1996                | Daytime Emmy Award  | Outstanding Achievement In Animation                                    | Мирчи Мантта, Джерард Болдуин, Барбара Дурмашкин, Алан Заслов, Джейми Томасон, Роб ЛаДука, Дейл Кейс, Боб Рот, Билл Мортс, Марк Сайденберг, Мирит Джей Колао, Дэнис Койама и Лонни Ллойд                                                                                            | Номинация           |

## Домашнее видео

### VHS и LaserDisc
Впервые несколько серий шоу было издано в 1995 году под названием «Аладдин и Жасмин: Волшебство лунного света» (англ. Aladdin & Jasmine's Moonlight Magic). Издание включало эпизоды «Безумие в лунную ночь» и «Очарованный джинн».
Также в Америке вышли 7 видеокассет и лазердиски, изданные в период с 1995 по 1996 годы, в серии «Арабские приключения» (англ. Arabian Adventures), на каждой из которых было по два эпизода сериала:
- «Волшебники» (англ. Magic Makers)[6]: «Танцор-сокрушитель» и «Крепость»
- «Бесстрашные друзья» (англ. Fearless Friends)[7]: «Мартышкин труд» и «День, когда замерла птица»
- «Разыгравшаяся фантазия» (англ. Creatures Of Invention)[8]: «Гроза жуков» и «Пески судьбы»
- «Вперёд, Джинни!» (англ. Team Genie)[9]: «День большого чиха» и «Охота на джинна»
- «Аладдин спешит на помощь!» (англ. Aladdin To The Rescue): «Цена пряностей» и «Птицы небесные»
- «Джинн в бутылке» (англ. Genie In A Jar): «Грозное пророчество» и «День грязи»
- «Сокровища судьбы» (англ. Treasures Of Doom): «Как воров лечат» и «Мой прекрасный Аладдин»

Кроме того, несколько серий издавалось в 1995—1996 годах в серии «Коллекция принцесс Диснея: Волшебные истории Жасмин» (англ. Disney Princess Collection: Jasmine's Enchanted Tales):
- «Желание Жасмин» (англ. Jasmine's Wish)[10]: «Коронованная крыса» и «Король разбушевался»
- «Величайшее сокровище» (англ. Greatest Treasure)[11]: «Сад зла» и «Элементарно, Жасмин»
- «Магия и Тайны» (англ. Magic & Mystery)[12]: «Тайна кинжальной скалы» и «Роза забвения»
- «Верные сердца» (англ. True Hearts)[13]: «В глазах смотрящего» и «Подмена»

### DVD
Несмотря на популярность, студия «Walt Disney» до сих пор не выпустила сериал на лицензионном DVD. Ранее выходило несколько эпизодов в подборке мультфильмов в коллекции «Диснеевских принцесс», но этим всё и ограничилось.
С 2004 по 2005 года на DVD и VHS выпускалась антология «Истории принцесс» (англ. Princess Stories), в рамках которой были изданы следующие эпизоды:
- «Подарок от чистого сердца» (англ. A Gift From The Heart)[16]: «Король разбушевался»
- «Истории о дружбе» (англ. Tales Of Friendship)[17]: «Пленники небес»
- «Красота сияет внутри» (англ. Beauty Shines From Within)[18]: «В глазах смотрящего»

В 2005 году был выпущен эпизод «Подмена» в составе антологии «Веселимся с принцессами Диснея. Том 2» (англ. Disney Princess Party, Volume 2).

### Онлайн-сервисы
По состоянию на апрель 2022 года «Аладдин» и мультсериал «The Shnookums & Meat Funny Cartoon Show» — единственные из всех телевизионных шоу компании, недоступные на сервисе «Disney+» ни в одной из стран мира; как предположил обозреватель портала «CBR.com», это может быть связано «с многочисленными культурными отсылками Джинни, которые могут нарушить определённые требования онлайн-сервиса относительно исполнения авторских прав». Англоязычные поклонники шоу запустили онлайн-петицию, но не смогли добиться результата
Все эпизоды шоу доступны на портале «Amazon Prime Video» в Германии.

## Продукция

### Комиксы

Обложка журнала с наклейками «Аладдин: Новые приключения»

В 1994 году издательство «Marvel Comics» выпустило серию из 11 журналов — они позиционировались как спин-офф мультипликационного сериала — в России всю серию выпустил издательский дом «Эгмонт-Россия»:
1. «Aladdin’s Quest» (август 1994) / «Волшебное странствие Аладдина» (1996). Главы: «Запретная комната», «Три испытания», «Неудача под конец»
2. «The Pharaoh’s Curse» (сентябрь 1994) / «Заклятье Фараона» (1996). Главы: «Дурные манеры анха», «Заклятие и проклятие»
3. «Sword Of Aladdin» (октябрь 1994) / «Меч Аладдина» (1996). Главы: «Три подарка», «Два змея и звезда»
4. «Greedy In Agrabah» (ноябрь 1994) / «Жадина в Аграбе» (1996). Главы: «Ужо пройдоха», «Красные глаза», «Сдерни покров!»
5. «Aladdin’s Follies» (декабрь 1994) / «Терзания Аладдина» (1996). Главы: «Темная ночь», «Джини дает представление!»
6. «The Mysterious Amulet» (январь 1995) / «Таинственный амулет» (1996). Главы: «Желаю удачи!», «Между двух огней», «Причем здесь имя?»
7. «Genie Jamboree» (февраль 1995) / «Тусовка джиннов» (1996). Главы: «Паника во дворце», «Все хорошо, что хорошо планируется!», «Поддельный город»
8. «The Old Switcheroo» (март 1995) / «Чехарда с переселением душ» (1996). Главы: «Дворцовые забавы», «Клубок страстей»
9. «The Archer Of Agrabah» (апрель 1995) / «Аграбахский лучник» (1997). Главы: «От ученья одни мучения», «Смертельная цель!»
10. «Holiday For The Genie» (май 1995) / «Каникулы Джини» (1997). Главы: «Путь к разорению», «Большая игра Аладдина»
11. «Carpet Diem» (июнь 1995) / «Подковёрные игры» (1997). Главы: «Скандал на гонках!», «Долететь до финиша»

### Альбом для наклеек
В 1995 году компания «Panini» выпустила альбом для наклеек с текстовой адаптацией 7 эпизодов мультсериала — всего в серии 216 наклеек. Журнал выходил во многих странах мира, включая Россию — «Алладин: Новые приключения» выпустило издательство «Текс» в 1996 году. Главы носят названия: «Зловонный гость» (англ. That Stinking Feeling), «Волшебные пряности» (англ. The Spice Is Right), «День, когда окаменела птица» (англ. The Day The Bird Stood Still), «Сражение с песчаным зверем» (англ. Strike Up The Sands), «Предсказания» (англ. The Prophet Motive), «Похищение в море» (англ. Plunder The Sea) и «Яго-бедняк» (англ. Poor Iago).

### Игрушки
Компания «Mattel» выпустила серию кукол, фигурок персонажей и игровой набор «Anchors Away Sailing Ship» (летучий корабль капитана Морка) и другой продукции по мотивам мультсериала.